# Hiéroglyphe égyptien S26
Le chendjit, en hiéroglyphes égyptiens, est classifié dans la section S « Couronnes, vêtements, sceptres, etc. » de la liste de Gardiner ; il y est noté S26.

## Représentation
Il représente un pagne chendjit. Il est translittéré šnḏ.wt.

## Utilisation
| S26 | / | S · n | D · t · w |

| S26 | / | S · n | D · t · w |